# Neostapfiella
Neostapfiella is een geslacht uit de grassenfamilie (Poaceae). De soorten van dit geslacht komen voor in  Afrika.

## Soorten
Van het geslacht zijn de volgende soorten bekend: 
- Neostapfiella chloridiantha
- Neostapfiella humbertiana
- Neostapfiella perrieri